# Conferência de Autoridades Audiovisuais e Cinematográficas Ibero-americanas
A Conferência de Autoridades Audiovisuais e Cinematográficas Iberoamericanas (CAACI) é uma organização internacional criada no Foro de Integração Cinematográfica, realizado em Caracas em 1989.
Integrada pelas autoridades cinematográficas da região ibero-americana, seu objetivo é promover o desenvolvimento do setor audiovisual nos países-membros, além de fortalecer uma identidade cultural comum incentivando o intercâmbio cinematográfico.
A Secretaria Executiva da Cinematografia Ibero-Americana (SECI), órgão técnico e executivo da entidade, tem sede em Caracas. As reuniões da Conferência acontecem uma vez por ano, alternadamente em cada um dos países-membros.

## Países-membros

### Plenos
- Argentina
- Bolívia
- Brasil
- Chile
- Colômbia
- Cuba
- Espanha
- México
- Peru
- Portugal
- Porto Rico
- Uruguai
- Venezuela

### Observadores
- Canadá
- Costa Rica

## Acordos
Durante o Foro que criou o CAACI, em 1989, foram assinados mais dois acordos entre os fundadores da entidade. O primeiro foi o Acordo Ibero-americano de Co-Produção, que permite a co-produção financeira e técnico-artística entre os países-membros. O outro foi o Acordo para a Criação do Mercado Comum do Cinema Ibero-americano. Este documento permite que qualquer filme de um Estado-membro seja considerado uma produção nacional por outro Estado-membro.

## Programas

### Ibermedia
O Ibermedia é um fundo de apoio à produção e distribuição de filmes latino-americanos. Foi aprovado na V edição da Conferência Ibero-americana, na cidade argentina de Bariloche, em 1995, e iniciou sua atuação dois anos depois, na Cúpula de 1997, na Ilha de Margarita, na Venezuela. Além de estimular a coprodução de filmes para cinema e televisão, conta com linhas de ação para financiar a elaboração de projetos, a distribuição e promoção de filmes e a formação de recursos humanos.
O programa abre duas convocações anuais para apresentação de projetos de coprodução, desenvolvimento e formação.

### DOCTV América Latina
Inspirado no Programa DOCTV do Ministério da Cultura do Brasil, tem como objetivo estimular a produção de documentários latino-americanos e a sua veiculação em emissoras de televisão dos países-membros.
Participam da iniciativa emissoras de TV pública dos integrantes da CAACI. O programa é financiado por aportes da Argentina, Brasil, México e Venezuela.

### Morelia Lab
As oficinas Morelia Lab acontecem durante o Festival Internacional de Cinema de Morelia, no México. São encontros entre produtores latino-americanos, para troca de experiências e intercâmbio profissional.